# Llegar al cielo
Llegar al cielo es una película del año 2006.

## Sinopsis
Este retrato documental esboza, a través de la visión del escritor afro hispano Justo Bolekia Boleká, algunos de los problemas de la inmigración africana en España. La película plantea, entre otras cosas, la importancia de no perder las raíces culturales en una sociedad donde resulta difícil mantener la identidad.